# UNA-UNSO
Die UNA-UNSO (Abkürzung für: Ukrainische Nationalversammlung – Ukrainische Nationale Selbstverteidigung; ukrainisch Українська Національна Асамблея-Українська Народна Самооборона, УНА-УНСО) ist eine ukrainische rechtsextreme Partei sowie ein paramilitärischer Verband.

## Geschichte

### Gründung

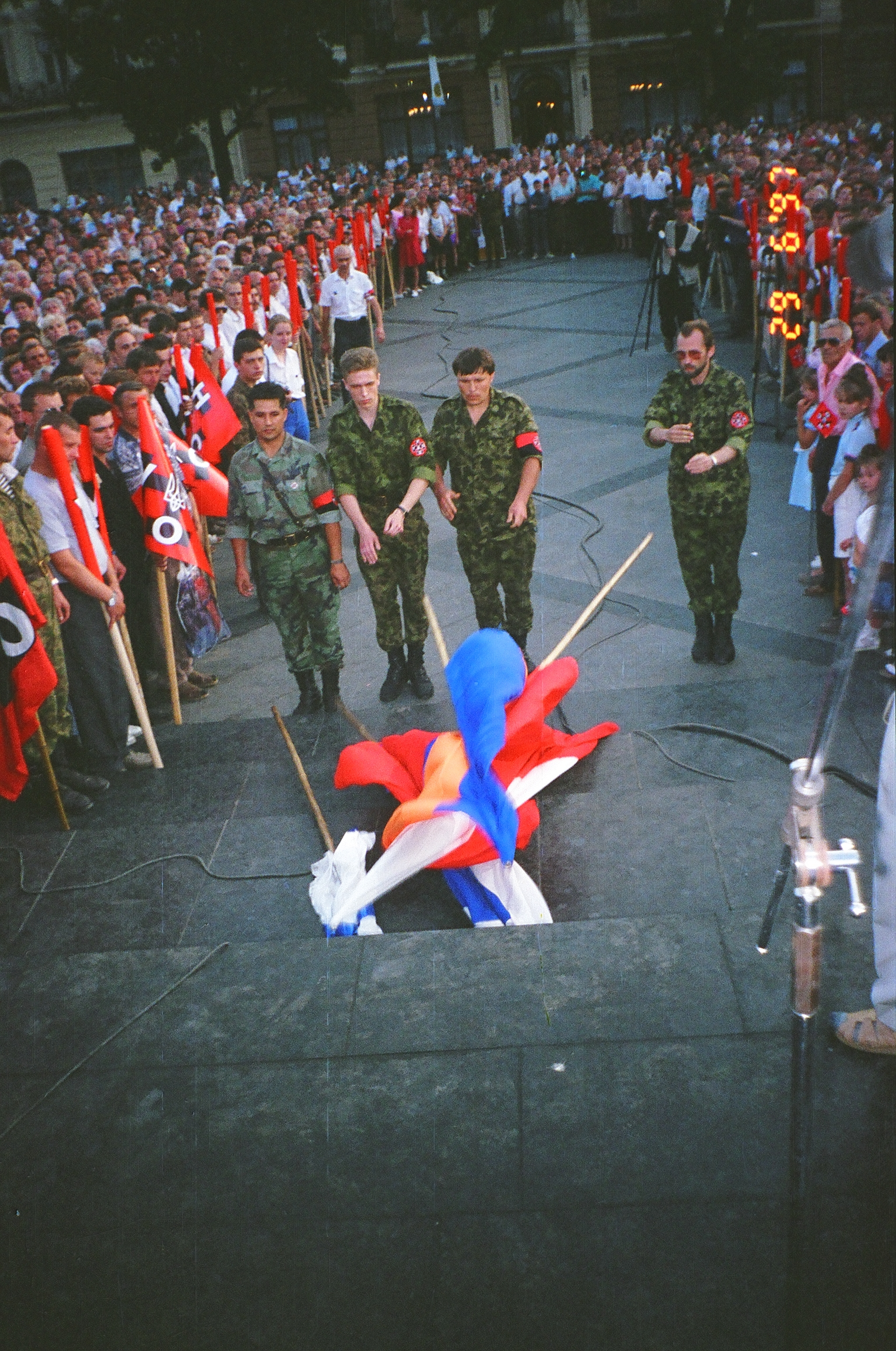
Veranstaltung der UNA-UNSO 1997 in Lwiw

Gegründet wurde die UNA-UNSO (damals unter dem Namen Ukrajinska Mischpartyjna Asambleja ‚Ukrainische Überparteiliche Versammlung‘ (UMA)) am 30. Juni 1990 in Lwiw von national orientierten Jugendlichen. Erster Parteivorsitzender war der sowjetische Dissident Jurij Schuchewytsch, Sohn des Politikers und Offiziers der Ukrainischen Aufständischen Armee (UPA) Roman Schuchewytsch. Ein weiterer Parteimitbegründer und langjähriger Vorsitzender war Dmytro Kortschynskyj.
Die UNA-UNSO bestand aus der politischen Ukrainischen Nationalversammlung UNA, und deren paramilitärischem Arm, Ukrainische Nationale Selbstverteidigung UNSO. Das Gründungsdatum ist an den 30. Juni 1941 angelehnt, Gründungstag der Organisation Ukrainischer Nationalisten (OUN). Die Ursprünge der Partei liegen in bewaffneten Gruppen, die für die Unabhängigkeit der Ukraine kämpften. Der paramilitärischer Flügel UNSO wurde gegründet, da man während des Putsches in Moskau eine militärische Eskalation befürchtete.

### Beteiligung an außenpolitischen Konflikten
Die UNSO war an zahlreichen Konflikten beteiligt. Während des Transnistrien-Konflikts 1992 kämpften Freiwillige der UNSO auf transnistrischer Seite und sammelten so erste Kampferfahrungen. Nach eigenen Angaben taten sie dies, um die dortige ukrainische Bevölkerung zu schützen. Im Krieg in Abchasien 1992–1993 stellte die UNSO unter Führung von Valery Bobrovich einen Freiwilligenkorps „Argo“ auf mit etwa 150 Mitgliedern, der gegen die abchasischen Separatisten kämpfte. Sieben Mitglieder der UNSO starben dabei. Im Bergkarabachkonflikt 1992 bis 1994 kämpfte die UNSO auf Seiten Aserbaidschans. Im ersten Tschetschenienkrieg stellten Freiwillige der UNSO das Bataillon „Wiking“ unter dem Kommando von Oleksandr Musytschko auf, das auf Seite der tschetschenischen Separatisten kämpfte. Im Kosovokrieg 1999 unterstützte UNSO die serbische Seite. Die UNA-UNSO lehnt die Anerkennung Kosovos ab. Während des Südossetienkrieges 2008 kämpften laut russischen Angaben 200 UNSO-Mitglieder auf Seiten der Georgier gegen Russland. Auch nahm sie zeitweise in Belarus an Protesten gegen die dortige Regierung teil.

### Euromaidan und Russisch-Ukrainischer Krieg

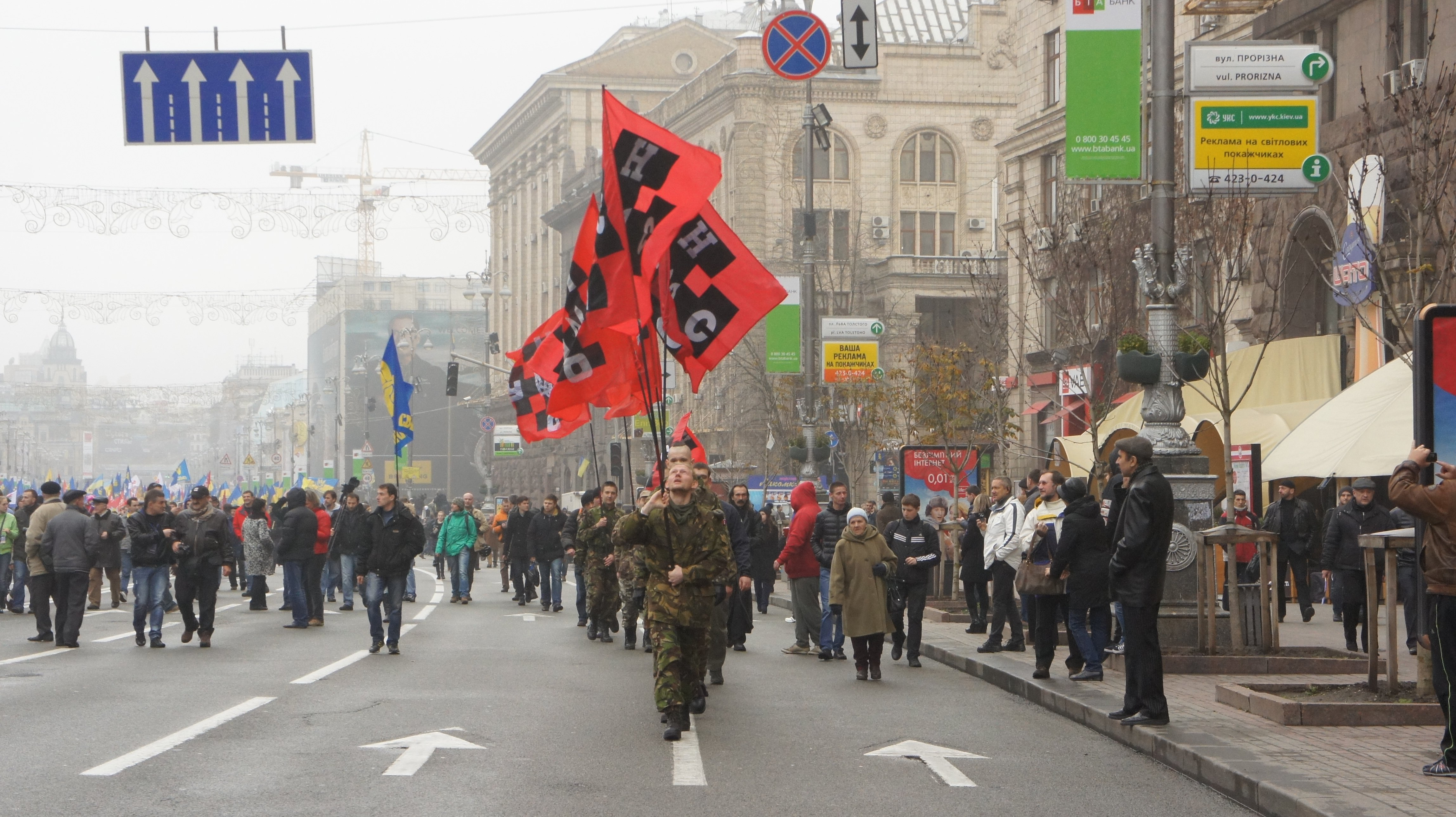
Mitglieder der UNA-UNSO bei den Euromaidan-Protesten in Kiew

Während des Euromaidan schloss sich die Partei der ultranationalistischen paramilitärisch auftretenden Gruppe Prawyj Sektor (deutsche Übersetzung: ‚Rechter Sektor‘) an. Führende Mitglieder des UNA-UNSO beteiligten sich an gewaltsamen Übergriffen, Einschüchterungen und Willkürmaßnahmen. So erschien Oleksandr Musytschko am 24. Februar 2014 mit einem Sturmgewehr im Regionalparlament der Oblast Riwne und befahl, den Familien von Demonstranten bevorzugt Wohnungen zu geben.
Der politische Arm der Partei war kurzzeitig im Rechten Sektor aufgegangen, während der militärische Arm weiterhin aktiv blieb. Im Juli 2015 versuchte die UNA-UNSO den Prawyj Sektor zu verlassen und erneut eine eigene Partei zu gründen. Am 20. September 2015 wurde die Partei UNA-UNSO offiziell als Partei zugelassen.
Zu Beginn des Russisch-Ukrainischen Kriegs gründete der paramilitärische Flügel UNSO ein eigenes Freiwilligenbataillon und kämpft aktiv auf Seiten der Regierung gegen prorussische Milizen.

#### Ermittlungsverfahren in Russland
Im März 2014 gab die russische Staatsanwaltschaft bekannt, dass Ermittlungsverfahren gegen Mitglieder der UNA-UNSO sowie der Partei Swoboda eröffnet wurden. Ihnen wird vorgeworfen, in den 1990er-Jahren eine „bewaffnete militärische Gruppierung“ gegründet zu haben mit dem Ziel die russische Armee im Tschetschenienkrieg zu bekämpfen. Die Anklage plädiert gegen den getöteten ehemaligen Parteiführer der UNA-UNSO Oleksandr Musytschko, er habe in den Jahren 1994–1996 „nicht weniger als 20 gefangene russische Soldaten“ gefoltert und getötet. Seit November 2014 ist die UNA-UNSO in Russland als extremistische Organisation verboten. Die russischen Ermittlungen können im Zusammenhang mit der russischen Einmischung in der Ukraine während des Euromaidan, der völkerrechtswidrigen Annexion der Krim durch Russland und dem russischen Krieg in der Ukraine seit 2014  gesehen werden.

## Verhältnis zur NPD
1996 schloss die UNA-UNSO mit der deutschen NPD einen „Partnerschaftsvertrag“. Dabei trafen die Vertreter beider Parteien jeweils im August 1996, November 1999 und im Juni 2000 aufeinander. Zwei der Treffen fanden in Kiew statt und eines in München. Im Jahr 2007 veröffentlichten der NPD-Politiker Günther Schwemmer und UNSO-Mitglied Andrij Starostin im Namen eines »Auslandsdokumentationsdienstes der UNA-UNSO« in der NPD-Parteizeitung Deutsche Stimme einen Beitrag über »Die Ukraine und Europa«. Dabei müsse „Europa endlich enger mit der Ukraine kooperieren, um den russischen Einfluss zurückzudrängen“. In letzter Zeit hat sich jedoch die Position der NPD deutlich hin zur Partei Swoboda gewandt. Im Zuge der Annexion der Krim 2014 haben sich jedoch die Verhältnisse der NPD zu ukrainischen Nationalisten deutlich verschlechtert. Seitdem pflegen Vertreter der NPD eher Beziehungen zu Russland.

## Ideologie und Symbolik

Zeremonie für ein im Ukrainekrieg gefallenes Mitglied der UNSO 2014

Die UNA-UNSO zeichnet sich politisch durch eine radikal antirussische Haltung aus. Sie unterstützt die Ideen des ukrainischen Publizisten Dmytro Donzow. Zu ihren Zielen gehören unter anderem der Sturz der ukrainischen Regierung, die Bekämpfung der Mafia und der Homosexuellen. Auch orientiert sie sich an Organisationen wie der Irish Republican Army, der Kurdischen Widerstandsbewegung, den afghanischen Mudschahedin und der kubanischen Aufstandsbewegung. Als Hauptziel der UNA-UNSO gilt die vollständige wirtschaftliche Unabhängigkeit von Russland.
Zum Antisemitismus herrscht innerhalb der Organisation eine widersprüchliche Auffassung. Während die Organisation anfangs eine starke judenfeindliche Haltung aufwies, so wurde die historische Existenz des Holocaust in Publikationen der Organisation angezweifelt, hat sich die UNSO seit dem Euromaidan und dem Eintritt in den Prawyj Sektor von ihren ehemaligen Positionen teilweise entfernt. So erklärte ein führendes Mitglied, dass Juden in der Ukraine nichts zu befürchten hätten. Zugleich schätzte dieses jedoch, dass 90 % der ukrainischen Bänker jüdisch wären. Am 11. April 2014 trafen sich Mitglieder der UNSO mit der Jüdischen Gemeinde von Odessa und entfernten antisemitische Graffiti.
Trotz ihrer nationalistischen Ausrichtung verfügt die UNA-UNSO auch über ausländische Mitglieder. Ein prominentes Beispiel ist der Belarusse Michail Schysnewski, welcher als eines der ersten Todesopfer des Euromaidan bekannt wurde.
Auf dem Logo der Organisation ist ein Kruckenkreuz zu sehen mit den Buchstaben УНСО (UNSO). In der Mitte befindet sich der Trysub, ein Symbol, welches auch auf dem Wappen der Ukraine zu finden ist. Die Farben Schwarz und Rot verweisen auf die Symbolik der Ukrainischen Aufständischen Armee.